# Xenillus baggioi
Xenillus baggioi är en kvalsterart som beskrevs av P. Balogh 1995. Xenillus baggioi ingår i släktet Xenillus och familjen Xenillidae. Inga underarter finns listade i Catalogue of Life.